# افسانه‌های تبتی
افسانه‌های تبتی یا اساطیر تبتی (انگلیسی: Tibetan mythology) به داستان‌های کهن و مذهبی اشاره دارد که توسط مردم تبت منتقل شده است. اساطیر تبتی عمدتاً شامل اساطیر ملی است که از فرهنگ تبتی و همچنین اساطیر مذهبی از بودیسم تبتی و مذهب بون سرچشمه می‌گیرد. این اسطوره‌ها اغلب به‌صورت شفاهی، از طریق آیین‌ها یا از طریق هنرها مانند مجسمه‌ها یا غارنگارهها به جا مانده‌اند. همچنین دارای انواع مختلفی از موجودات مختلف از خدایان گرفته تا ارواح و هیولاها هستند که نقش مهمی در اساطیر تبت ایفا می‌کنند و برخی از این اسطوره‌ها در آثار غربی نفوذ کرده‌اند که برجسته‌ترین آن‌ها آدم‌برفی منفور یتی است.

## افسانه‌های ملی

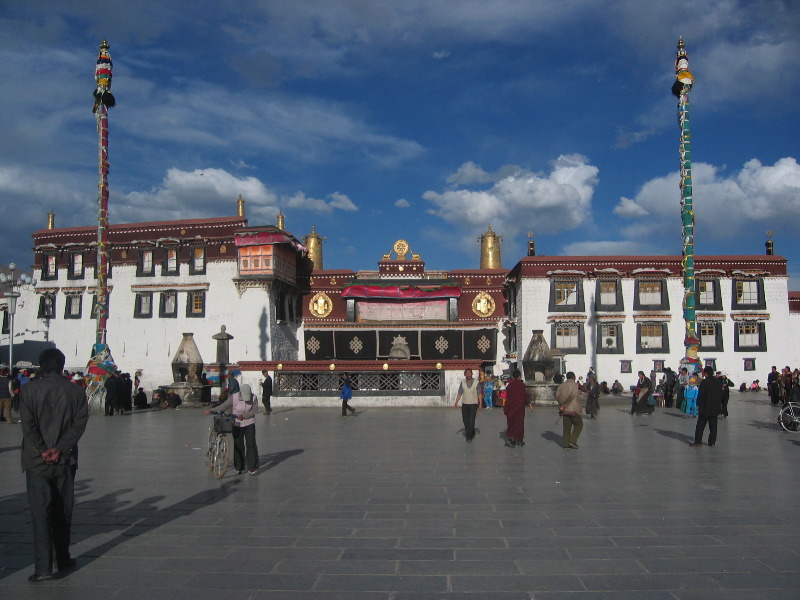
معبد جوخانگ در تبت.

افسانه‌های ملی تبت از تاریخ این کشور سرچشمه می‌گیرد و دهان‌به‌دهان یا توسط آثار هنری مانند غارنگاره‌ها به جا مانده‌اند. و شامل خدایان و موجودات اساطیری مقدس مانند عقاب بزرگ پنج پنجه هستند. این افسانه‌ها، همچنین اطلاعاتی در مورد نحوه زندگی مردم تبت ثبت می‌کنند.

### افسانه خلقت
در افسانه خلقت تبتی، «فا ترلگن چانگچاپ سمپا» جد میمون مردم تبت است. نسخه‌های زیادی از این اسطوره وجود دارد. در پذیرفته‌شده‌ترین نسخه، جد میمون زمانی به تبت آمد که دنیا در آب پوشانده شد و بچه‌هایی به‌دنیا آورد. این کودکان در نهایت نحوه استفاده از ابزار، برداشت محصول را آموختند و به خودکفایی رسیدند. گفته می‌شود که مردم تبت از نوادگان این تمدن هستند.

### افسانه‌هایی از طبیعت تبت
بسیاری از افسانه‌های سنتی تبت بر اساس چشم‌انداز طبیعت منحصربه‌فرد آن است که در بالای یک فلات و در میان کوه‌های زیاد قرار دارد. برخی از این اسطوره‌ها عبارتند از «مردان وحشی استپ‌های تبتی» که داستان گروه‌هایی از مردان وحشی مودار را روایت می‌کند که گفته می‌شود در قله‌های تبت در میان برف‌ها و شیرهای سفید افسانه‌ای زندگی می‌کنند. برخی گفته‌اند که آن‌ها وحشی‌های برهنه مودار هستند و مغولها از آن‌ها به عنوان مردان وحشی یا بامبورشه یاد می‌کردند. برخی دیگر گفته‌اند که رد پای این مردان وحشی فرضی در واقع همان رد خرس بوده است. راهبان دربند اسطوره دیگری است که به راهبانی مربوط می‌شود که در فضایی تاریک و سنگی محصور شده‌اند که این فضا فقط برای یک نفر مناسب است و در آن فضای کوچک تمام عمر خود را مدیتیشن می‌کنند و تنها یک سوراخ وجود دارد تا بتوانند برای غذا و نوشیدنی از آن عبور کنند. این راهبان نذر می‌کنند که زندگی خود را در تاریکی بگذرانند و این دیوارهای سنگی نه تنها مکانی است که تمام زندگی خود را در آن می‌گذرانند بلکه آرامگاه آن‌ها نیز می‌باشد. علی‌رغم وجود اسطوره‌های ملی تبتی که بر اساس فرهنگ و طبیعت در تبت شکل گرفته‌اند، اسطوره‌های بسیاری وجود دارند که شباهت‌هایی با اسطوره‌های فرهنگ‌های دیگر دارند، زیرا تبت مرزهای مشترکی با کشورهای دیگر دارد. حماسه گسار خان از آن جمله است؛ تصنیفی که داستان اربابی شجاع و بی‌باک به‌نام گسار از پادشاهی اسطوره‌ای گلینگ را با اعمال قهرمانانه مختلفی که انجام داده است، دنبال می‌کند. این اسطوره، یک اسطوره تبتی شناخته‌شده است که در قالب یک شعر حماسی و یک تصنیف توسط بسیاری در تبت، مغولستان و بسیاری از کشورهای آسیای مرکزی خوانده می‌شود.

## بودیسم
افسانه‌های مذهبی موجود در اساطیر تبت بیشتر از بودیسم وجره‌یانه و دین بون سرچشمه گرفته است. اگرچه این دو مذهب جدا هستند، اما اغلب در اساطیر تبت با هم ترکیب می‌شوند. بودیسم در اصل از هند به تبت گسترش یافت و اسطوره‌های بسیاری از طریق آثار هنری مربوط به سامسارا که چرخه بودایی زندگی و مرگ است، منتقل شده است. از سوی دیگر، دین بون یک دین تبتی است که اعتقادات مشترک زیادی با بودیسم دارد و اسطوره‌های بسیاری دارد که پیش از ورود بودیسم به این کشور وجود داشته‌اند. دین بون به برقراری صلح بین قلمرو انسانی و آسمانی تأکید دارد و ارتباط نزدیکی با فرهنگ عامه تبتی دارد. مفاهیم دینی مانند سطح تحقق جسم رنگین‌کمانی نیز در این مقوله وجود دارد.

### تناسخ
ایده‌های تناسخ و همچنین روح و جان نیز در این اسطوره‌ها دیده می‌شوند، زیرا چرخه تولد دوباره مفهومی است که روح‌ها را به‌عنوان شکلی موقت در بر می‌گیرد. برخی از جان‌ها در صورت مختل شدن یا ناتوانی در تکمیل این چرخه به ارواح تبدیل می‌شوند و در جهان پرسه می‌زنند. به‌عنوان مثال در تبت یک سری روایات رایج در رابطه با مرگ و زندگی پس از مرگ در بودیسم وجود دارد، داستانی به نام «شبحی در لباس راهب» یکی از این روایات است که ارواح را به‌عنوان روح زنده انسان‌هایی که قادر به حرکت نیستند به تصویر می‌کشد. و این‌که برای حرکت به جلو، درک سامسارا و همچنین تأمل در زندگی خود لازم است. این دو ویژگی ریشه در بودیسم دارد. هنر بودایی برای ثبت و نمایش اسطوره‌ها استفاده می‌شود و اغلب هنری است که برای ایجاد معنا نیاز به مشارکت فعال بیننده دارد، این بدان معناست که فقط سعی در بیان یک داستان کافی نیست، بلکه یک ذهنیت و روش نیز لازم است. این ایده در بودیسم برای مدت طولانی در اساطیر تبت وجود داشته است و اغلب در مجسمه‌های بودایی دیده می‌شود. اگرچه دین بون و بودیسم ادیان اصلی‌ای هستند که بیشتر اسطوره‌ها از آن سرچشمه می‌گیرند، از آن‌جا که تبت در جنوب غربی چین قرار دارد و با برمه، هند، نپال و بوتان همسایه است، اسطوره‌های مشترکی نیز در این فرهنگ‌ها دارد. برای مثال، دیو هندو جواراسورا، خدای تب از هند، در اساطیر تبتی حضور دارد.

## خدایان در افسانه‌های تبت
خدایان مختلفی در اساطیر تبتی وجود دارند و برخی از خدایان شناخته‌شده در اساطیر تبت، یا از افسانه‌های ملی تبت، یا از بودیسم هستند؛ بنابراین در میان بسیاری از فرهنگ‌ها حضور دارند و مشترک هستند.

### خدایان کوهستان
خدایان کوهستان یکی از موجودات مهم هستند، زیرا تبت پوشیده از کوه‌هایی است که بسیاری از آن‌ها بلندترین کوه‌ها در جهان هستند. این منجر به ساخت افسانه‌های بسیاری در مورد خدایان کوهستان و چگونگی پیدایش آن‌ها شده است. اعتقاد بر این بود که هر کوهی خدایی دارد که از آن محافظت می‌کند و این خدایان با خدایان خیرخواه و خدایان بدخواه متفاوت هستند. چهار کوه مقدس بزرگ وجود دارد که هر کدام یک خدا داشتند. به‌علاوه پنج خدای کوه دیگر نیز وجود داشت. آن‌ها با هم نه خدای خالق نامیده شدند. مناطق مختلف تبت خدایان کوه‌های مختلف را می‌پرستند. این خدایان کوهستان به خوب و بد تقسیم شدند. خدایانی که از زیر آوار کوه‌های قدیمی برخاسته‌اند، خوب و مفید بودند، زیرا برای ظهور باید با چالش‌ها و سختی‌ها روبه‌رو می‌شدند، درحالی‌که آن‌هایی که از جنگل‌های سرسبز سربرآوردند، شرور تلقی می‌شدند، زیرا اعتقاد بر این بود که همه چیز برای شروع دارند.

### چنرزیگ
چنرزیگ، اولوکیتشوره یا گوانین به‌عنوان بودیساتای مرد در نظر گرفته می‌شود، و مرد یا زن به تصویر کشیده می‌شود. گفته می‌شود که چنرزیگ شفقت همه بوداها را نشان می‌دهد، این بودیساتوا در اساطیر تبتی تارا، بودیساتوای زن موفقیت را با یک اشک خلق کرده است. هنگامی که این اشک فرود آمد دریاچه‌ای ایجاد کرد که تارا از یک نیلوفر آبی بیرون آمد.

### وجراپانی
وجراپانی در افسانه‌های تبتی اشکال زیادی دارد که اصلی‌ترین آن‌ها عبارتند از دارماپالا یا وجراپانی-آچاریا، خدایی که به‌شکل انسان با یک سر و چشم سوم به تصویر کشیده می‌شود و گردن‌بندی ساخته شده از مار بر گردن دارد. نیلامبارا-وجراپانی با چهار یا شش دست و دارای سر و چشم سوم با تاجی از جمجمه به تصویر کشیده شده است. ماهاچاکرا-وجراپانی شکل دیگری از وجراپانی است، اما بر خلاف شکل‌های قبلی، دارای سه سر، شش دست و دو پا و همچنین چشم سوم است و یک جام جمجمه را در دست چپ خود گرفته است. بسیاری از مجسمه‌های بودایی و همچنین آثار هنری که این خدا را به تصویر می‌کشند در بسیاری از کشورها از جمله نپال، ژاپن، هند و کامبوج یافت می‌شوند.

### جامپلیانگ
جامپلیانگ که با نام منجوشری نیز شناخته می‌شود، بودیساتوای خرد و بینش است و گفته می‌شود در افسانه‌های تبتی با بودیسم وجریانا ارتباط دارد. به این صورت که در دست راست خود شمشیری در شعله‌های آتش گرفته تا جهل را از بین ببرد و نیلوفر آبی را در دست چپ به‌عنوان نمادی از خرد کاملاً شکوفا کرده است. جامپلیانگ در بسیاری از آثار هنری بودایی نمایش داده می‌شود و اغلب با چنرزیگ و وجراپانی به‌عنوان خدایان محافظ خانواده به تصویر کشیده می‌شود.

## موجودات افسانه‌ای
موجودات افسانه‌ای مختلفی در اساطیر تبت دیده می‌شوند، از موجوداتی که شبیه حیوانات هستند، مانند شیر برفی، تا ارواح. این موجودات هم در اساطیر مذهبی و هم در افسانه‌های ملی وجود دارند و اغلب نتیجه طبیعت و محیط تبت هستند یا در نتیجه گسترش دین در بین بسیاری از کشورها مشترک هستند.

### یتی
یتی یکی از شناخته‌شده‌ترین موجودات اسطوره‌ای در سراسر جهان است، افسانه‌های تبتی نیز نسخه‌ای از اسطوره یتی را در کنار اسطوره‌های چینی و روسی دارد. گفته می‌شود که این موجود بزرگ شبیه میمون است و در سال‌های اخیر به اشکال مختلف در فیلم‌های کودکانه مانند نفرت‌انگیز یا پاکوچولو اقتباس شده است. گفته می‌شود که در کوه‌های برفی اطراف تبت با توده‌هایی از خز نارنجی و ردپای بزرگی که در برف دیده می‌شود، مشاهده شده است. نمونه‌های یتی در آثار غربی در حدود دهه ۱۹۵۰ زمانی که عکس‌هایی از این ردپاهای بزرگ در برف گرفته شد به اوج خود رسید.

### شیر برفی
شیر برفی حیوانی آسمانی و نماد تبت است. ظاهر آن نمادی از رشته کوه‌های برفی است که بیشتر تبت را تشکیل می‌دهند. تصور می‌شود که در بلندترین کوه‌ها زندگی می‌کند. این باعث می‌شود که شیر برفی به‌عنوان پادشاه جانوران در نظر گرفته شود. شیر برفی روی سکه‌ها، اسکناس‌ها، تمبرهای پستی و حتی روی پرچم ملی تبت وجود داشت. رقص سنگگه گرچام یا رقص شیر برفی هنوز در مناطق تبت انجام می‌شود و یک رقص سنتی بودایی است که توسط راهبان اجرا می‌شود. شیر برفی در تبت بسیار محبوب است، اما در بودیسم نیز وجود دارد و بنابراین مجسمه‌ها و آثار هنری شیر برفی را می‌توان در معابد چین، ژاپن، هند و بخش‌هایی از مناطق مختلف هیمالیا مشاهده کرد.

### اسب باد
اسب باد از بودیسم تبتی نشأت گرفته است. تصور می‌شد که موجودات قدرتمندی هستند که می‌توانند آرزوها و دعاهای مردم را با استفاده از نیروی باد به خدایان برسانند. این موجودات افسانه‌ای در پرچم‌ها به‌عنوان نماد شانس حضور دارند و اعتقاد بر این است که می‌توانند جنبه‌های جهان را تغییر دهند. پرچم‌های تبت از مذهب بون سرچشمه می‌گیرند و اغلب در اطراف کوه‌های تبت و منطقه بزرگ هیمالیا به‌منظور برکت دادن به مناطق نصب می‌شوند. پرچم‌ها از پارچه ساخته شده‌اند و اغلب رنگ‌های روشن دارند و با نخ به هم متصل می‌شوند. گفته می‌شود که این پرچم‌ها برای اسب باد جنبه‌های مثبت زندگی را افزایش می‌دهند و به همین دلیل در نواحی مرتفع مناطق پربرکت مانند بالای درختان نصب می‌شوند.

### ارواح
دیگر اسطوره‌های رایج تبتی شامل ارواح تبتی است، که وجود آن‌ها به دلیل بودیسم است، بنابراین شباهت‌های زیادی به اساطیر ارواح هندی وجود دارد. از جمله ارواح گرسنه که نماد طمع و برآورده نشدن تولپا هستند که مظهر آرزوهای راهبان بلندپایه است. این ارواح عمیقاً با فرهنگ تبت گره خورده‌اند و یک مراسم مذهبی سالانه در نزدیکی پایان سال برگزار می‌شود تا از تمام انرژی‌های منفی و بدشانسی خلاص شوند تا بتوانند سال جدید را شروع کنند.